# Birgit Donker
Birgit Donker (Willemstad, Curaçao, 14 februari 1965) is een Nederlandse oud-journalist en voormalig bestuurder. Van 12 december 2006 tot 1 juli 2010 was ze hoofdredacteur van NRC Handelsblad en daarmee de eerste vrouwelijke hoofdredacteur in Nederland van een landelijk dagblad. Van 2012 tot 2018 was Donker directeur van het Mondriaan Fonds en van 2018 tot 2025 bekleedde ze die functie bij het Nederlands Fotomuseum.  

## Biografie
Donker studeerde geschiedenis aan de Universiteit van Amsterdam. Na haar afstuderen in 1989 liep zij stage bij NRC Handelsblad. Nog datzelfde jaar ging zij naar Parijs en volgde aan de École Supérieure de Journalisme van de Sorbonne een postdoctorale opleiding. 
Van 1991 tot 1994 schreef Donker over onderwijs op de redactie Binnenland van NRC Handelsblad, was hierna tot 1999 correspondent in Brussel en sinds 1999 adjunct-hoofdredacteur in de vijfkoppige hoofdredactie. Donker werd eind 2006 na het terugtreden van Folkert Jensma door de redactie van de krant voorgedragen als hoofdredacteur. Op 26 april 2010 werd bekend dat Donker haar functie als hoofdredacteur van NRC Handelsblad per 1 juli 2010 neerlegde, evenals Gert-Jan Oelderik, uitgever-directeur van NRC Media. Als reden gaf zij dat de directie niet meer borg stond voor de journalistieke autonomie van de redactie. Donker werd als hoofdredacteur opgevolgd door Peter Vandermeersch. 
Van 2012 tot 2018 was Donker directeur van het Mondriaan Fonds. Van 2018 tot juni 2025 was ze directeur van het Nederlands Fotomuseum. In juni 2025 werd ze daar op non-actief gesteld vanwege een onderzoek naar haar functioneren. De raad van toezicht verklaarde half juli na intern onderzoek dat er sprake was van een onherstelbare vertrouwensbreuk en had tot gevolg dat Donker werd ontslagen.